# 赫基默鎮區 (堪薩斯州馬歇爾縣)
赫基默鎮區（英語：Herkimer Township）為美國堪薩斯州馬歇爾縣轄下的鎮區。2010年美国人口普查中此鎮區人口有223人。

## 地理
赫基默鎮區涵蓋總面積為92.4平方（35.66平方英里），其中陸地面積為92.2平方（35.59平方英里），水域面積為0.18平方（0.07平方英里）或0.2%。海拔高度377（1,237英尺）。

## 人口統計
根據2010年美國人口普查，赫基默鎮區人口有223人，其中男性有124人，女性有99人，人口密度為每平方公里2.42人，住房計97戶。鎮區內的白人有223人，非裔美國人有0人，美洲原住民有0人，亞裔美國人有0人，太平洋島裔美國人有0人，其他種族有0人，混血種族則有0人。此外鎮區內有0人為西班牙裔或拉丁裔美國人。此鎮區之年齡中位數為45.9歲，而男性年齡中位數為41歲，女性年齡中位數為49.6歲。